# مطار فوتشنغ بيهاي
مطار فوتشنغ بيهاي (بالإنجليزية: Beihai Fucheng Airport)‏ (إياتا: BHY، إيكاو: ZGBH) يقع في مدينة بيهاي في جمهورية الصين الشعبية. صنف مطار فوتشنغ بيهاي في المرتبة الثالثة والستون في الصين من حيث عدد الركاب عام 2011 وفقًا لإدارة الطيران المدني في الصين، حيث تعامل مع 699,148 راكب، وبلغ إجمالي حركة الطائرات (القادمة والمغادرة) 24,931 طائرة وقد بلغت كمية البضائع المنقولة عبر المطار 4,028 طن.

## شركات الطيران والوجهات
| شركـات طيـران          | الوجهات |
| ---------------------- | --- |
| Air Chang'an           | مطار شيان شيانيانغ الدولي |
| طيران الصين            | مطار بكين العاصمة الدولي، مطار تشنغدو تيانفو الدولي                                                                           |
| Air Guilin             | مطار هايكو ميلان الدولي، مطار نانشونغ غاوبينغ، مطار سوزهو جوانين                                                              |
| Chengdu Airlines       | مطار تشنغدو شوانغليو الدولي، مطار تشنغدو تيانفو الدولي، مطار شنيانغ الدولي، مطار شينزين باوان الدولي، مطار ووهان الدولي       |
| خطوط شرق الصين الجوية  | مطار شانغهاي بودنغ الدولي، مطار تاييوان وسو الدولي، مطار ووهان الدولي، مطار ييتشانغ سانشيا                                    |
| خطوط جنوب الصين الجوية | مطار قوانغتشو باييون الدولي                                                                                                   |
| Hebei Airlines         | مطار هايلار دونغشان، مطار شيجياتشوانغ تشنغدينغ الدولي                                                                         |
| Jiangxi Air            | مطار نانتشانغ تشانغبى الدولي                                                                                                  |
| Joy Air                | مطار تشانغشا هوانغوا الدولي، مطار هاربين الدولي                                                                               |
| خطوط جونياو الجوية     | Chenzhou، مطار شانغهاي بودنغ الدولي                                                                                           |
| LJ Air                 | مطار تشانغتشو بيننو، مطار هاربين الدولي                                                                                       |
| OTT Airlines           | مطار قويلين يانغ جيانغ الدولي، مطار نانتشانغ تشانغبى الدولي                                                                   |
| Ruili Airlines         | مطار فوتشو تشانغله الدولي، مطار كونمينغ جانغشوي الدولي                                                                        |
| خطوط شانغهاي الجوية    | مطار جييانغ شاوشان (begins 16 July 2023)                                                                                      |
| خطوط سيتشوان الجوية    | مطار تشنغدو تيانفو الدولي، مطار تشونغتشينغ جيانغبى الدولي، مطار هاربين الدولي، مطار تيانجين الدولي، مطار شيان شيانيانغ الدولي |
| سبرينغ (شركة طيران)    | مطار داليان الدولي، مطار حيفي شينكياو الدولي، مطار شنيانغ الدولي، مطار شيجياتشوانغ تشنغدينغ الدولي                            |
| West Air               | مطار حيفي شينكياو الدولي |